# Megalomyrmex ayri
Megalomyrmex ayri är en myrart som beskrevs av Brandao 1990. Megalomyrmex ayri ingår i släktet Megalomyrmex och familjen myror. Inga underarter finns listade i Catalogue of Life.